# اولتچیم
اولتچیم (انگلیسی: Oltchim) شرکت صنایع شیمیایی رومانیایی است، که در سال ۱۹۶۶ تأسیس شد.